# Шиккард, Вильгельм
Вильге́льм Шиккард (нем. Wilhelm Schickard; 22 апреля 1592, Херренберг — 23 октября 1635, Тюбинген) — немецкий учёный, астроном, математик и востоковед, создатель, возможно, первого арифмометра, профессор кафедры восточных языков в университете Тюбингена.
Родился в семье краснодеревщика Лукаса Шиккарда (брата архитектора Генриха Шиккарда) и дочери пастора. В 1610 году окончил монастырскую школу Хаузена и поступил в Тюбингенский университет, где в 1611 году получил степень магистра, а затем начал изучать теологию. Начиная с 1613 года — викарий в нескольких местах в Вюртермберге. В 1614 году в Нюртингеме посвящён в сан дьякона. Там в 1617 году познакомился с Иоганном Кеплером (прибывшим в Тюбинген, чтобы защитить свою мать в суде от обвинения в колдовстве), с которым в дальнейшем сотрудничал и вёл переписку.
В 1625 году опубликовал трактат «Jus Regium Hebræorum» (Закон Короля), в котором использовал Талмуд и раввинскую литературу для анализа древнееврейской политической теории. В частности вывел, что Библия поддерживает монархию.
Умер в 1635 году во время эпидемии бубонной чумы.

## Считающие часы Шиккарда

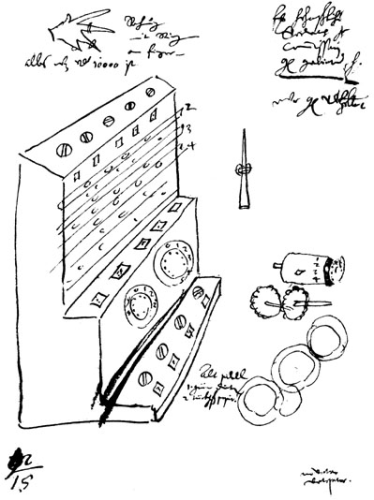
Рисунок и схемы работы считающих часов, которые Шиккард приложил к одному из писем Кеплеру.

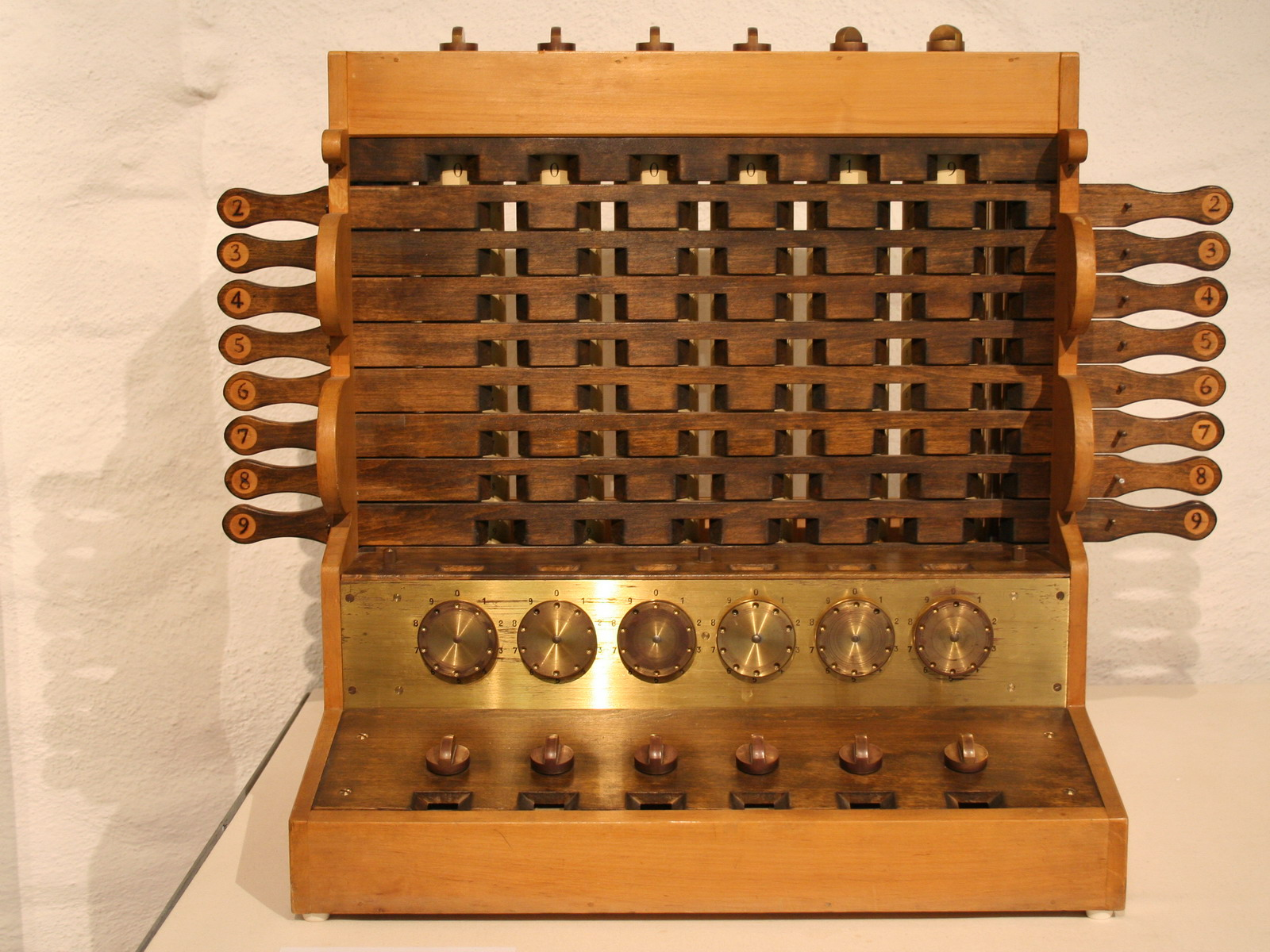
Восстановленный по чертежам экземпляр (1960)

В 1623 году создал, по-видимому, исторически первый арифмометр, получивший наименование «счётных часов». Считается, что было построено два экземпляра, один из которых предназначался для Кеплера; и что оба этих экземпляра погибли в пожарах 1635 года во время Тридцатилетней войны. Чертежи публиковались биографом Кеплера Михаэлем Ханшем в 1718 году. В 1957 году биограф Кеплера Франц Хаммер обратил внимание на эти чертежи и заявил о приоритете Шиккарда в изобретении суммирующей машины и арифмометра — за 19 лет до суммирующей машины Паскаля и за полвека до арифмометра Лейбница.
В 1960 году по чертежам удалось построить действующий образец счётных часов, но при этом пришлось существенно изменить механизм, из-за чего приоритет Шиккарда в создании функционирующего устройства рядом специалистов ставится под сомнение.

## Избранная библиография
- «Methodus linguae sanctae, breviter complectens universa quae ad solidam eius cognitionem ducunt» (Тюбинген, 1614);
- «Bechinat Happeruschim, liber interpetationum hebraicarum in Genesin» (Тюбинген, 1621);
- «Bechinat Happeruschim, prodromus examinis commentationum rabbinicarum in Mosen» (1624);
- «Biur Haophan, declaratio rotae, pro conjugationibus hebraicis noviter excognitae» (1621);
- «Dissertatio de nummis Hebraeorum» (1622);
- «Disputatio de nomine tetragrammato solius Dei propri» (1622);
- «Deus orbus Saracenorum e pseudo-prophetae Mohammedis Alcorano projectus» (1622);
- «Astroscopium pro facillima stellarum cognitione excogitatum» (Тюбинген, 1623);
- «Horologium hebraeum» (1623);
- «Jus regium Hebraeorum e tenebris rabbinicis erutum» (Страсбург, 1625);
- «Paradisus saraceno-judaica e geminibus auctoribus breviter descripta» (1625);
- «Series regum Persi» (1628);
- «Anemographia se discursus phicus de ventis» (Тюбинген, 1631);
- «Tractatus de Merub sole et aliis novitatibus uranicis» (Тюбинген, 1634);
- «Bacchania Judaeorum» (1634);
- «Kurze Anwnstndtafeln aus rechtem Grund zu machen, und die bisher begangene Irrthum zu verbessern» (Тюбинген, 1669)[6].